# Nevado de Cachi
O nevado de Cachi é uma montanha dos Andes em Salta, Argentina a 6380 metros de altitude.